# Natchez
Natchez, pleme američkih Indijanaca porodice Natchesan nastanjeno nekada (do 1730.) duž rijeke St. Catherines Creek u Mississippiju. Dio ih se pridružio Creek Indijancima kod Eufaule u Oklahomi gdje su izgubili identitet. Srodni su plemenima Avoyel i Taensa. 

## Ime
Značenje riječi Natchez (posljednji glas z se ne izgovara) nije poznato, a javlja se i u obliku  'Ani'-Na'tsi' , što je Cherokee-naziv za njih. Ostali nazivi za njih su  'Sunset Indijanci'  koje navodi Schoolcraft (1851-57)

## Jezik
Jezik Natcheza priapda porodici Natchesan koja dobiva po njima i ime, jer su bili najveći i najmoćniji među srodnim plemenima Avoyel i Taensa. Porodica Natchesan ponekad se vodi i kao dio porodice Muskhogean, svojevremeno klasificirana u ex-Veliku porodicu Hokan-Siouan. 

## Sela
Iberville daje popis sljedećih sela: Natchés, Pochougoula, Ousagoucoulas, Cogoucoulas, Yatanocas, Ymacachas, Thoucoue, Tougoulas i Achougoulas. Kako se u imenima ovih sela javljaju nazivi okla, "ougoula," ili "oucoula," za pretpostaviti je da je u njihovom 'carstvu' živjelo i nekoliko stranih, adoptiranih plemena. Navedeni nazivi koje nalazimo unutar imena sela znači Muskhogean jezicima 'ljudi', odatle i Oklahoma 'crveni ljudi', od –okla, =ljudi, + homa, =crven. Tougoulas je možda bio grad Tiou Indijanaca. Kasniji autori spominju pet sela Natcheza, uključujući i selo Grigra Indijanaca, koji su također adoptirani od Natcheza, to je bilo selo Ousagoucoulas, ili grad oraha (=wallnut), ili točnije 'grad hickory-oraha' (=the town of the Hickories). Grad Grand Village je možda bio Naches ili Natchez i Pochougoula ili the Flour Village. Jenzenaque ili Jensenac i White Apple ili Apple Village ne mogu se identificirati. Oni Natchezi što su se priključili Čerokima živjeli su u selu Guhlaniyi na mjestu gdje se sastaju Brasstown Creek i Hiwassee, nedaleko Murphyja u Sjevernoj Karolini.

## Povijest
Natchez Indijanci živjeli su u ranom 17. stoljeću blizu današnjeg grada Natcheza u jugozapadnom Mississippiju, a njihova populacija mogla je iznositi oko 6,000. Ovaj agrikulturni sjedilački narod živio je organiziran u klasnom društvu. Na vrhu je veliki poglavica Great Sun (=Veliko sunce) i njegova obitelj  'suns'  (=sunca), ispod njih su plemići i najniža klasa koju čine miche-miche-quipy ili 'stinkards'  (=smrdljivci). Veliko sunce imao je naravno svu vlast nad životim i vlasništvom svojih podanika.
Prvi koji su posjetili Natcheze bili su Francuzi, 1682,  s kojima zaratiše 1716. i 1722., a 1729. izvrše pokolj nad njima u Fort Rosalie. Francuzima tada priskočiše u pomoć Choctaw Indijanci i napadnu Natcheze koji se rasprše. Manja grupa Natcheza se nakon napada Choctawa smjesti blizu njihovog starog doma, druga grupa prijeđe Mississippi i uđe u Louisianu, ali ih ovdje 1731. napadnu Francuzi, mnoge pobivši a neke zarobiše. Preko 450 Natcheza zarobljeno je i prodano u roblje. Treća najveća grupa Natcheza pridružila se Chickasaw Indijancima, a 1735. imala je 700 duša. Ostali Natchezi pridružili su se plemenima Cherokee i Muskogee. Nešto preživjelih i danas ima u Oklahomi.

## Život i običaji
Prema poznavatelju Natcheza, Jimu Barnettu, povijest ovog naroda možemo pratiti od 700 godine, odnosno pojavom njihove kulture na području jugozapadnog Mississippija, a koja traje sve do 1730.-tih, kada je pleme uništeno od strane Francuza i njihovih saveznika Choctawa.
Natchezi su farmeri, uzgajivači kukuruza, graha i squasha (raznih vrsta tikava  Arhivirana inačica izvorne stranice od 30. lipnja 2006. (Wayback Machine)), ali i lovci i sakupljači divlje biljne hrane. Društvo je podijeljeno na dvije klase: plemstvo i puk koje se nasljeđivalo kroz žensku liniju, a to je vrijedilo i za Veliko sunce koji se nalazio na vrhu društvene ljestvice zajedno s obitelji svoje majke .
Kultura Natcheza izvire iz stare kulture Mounbuildersa, koji su gradili zaravnjene ceremonijalne mounde na kojima su se podizala svetišta. Na moundima je živjelo tek nekoliko obitelji, dok je narod živio naširoko oko ovakvih svetišta na obiteljskim farmama, i periodično se okupljao na moundima zbog nekih socijalnih ili religioznih aktivnosti. Glavno ovakvo naselje Natcheza povjesničari nazivaju Grand Village, a nalazilo se blizu današnjeg Natcheza u Mississippiju.
Jedan od najvećih mounda u Sjevernoj Americi, Emerald Mound, također su podigli Natchezi, nalazi se blizu Natcheza, i bio je glavni ceremonijalni centar prije nego što je to postao Grand Village tokom ranog francuskog perioda kolonizacije doline donjeg toka Mississippija.

## Vanjske poveznice
- Jim Barnett, The Natchez Indians  Arhivirana inačica izvorne stranice od 20. kolovoza 2007. (Wayback Machine)
- Natchez Indian Tribe History
- The Natchez Indians